# Basses del Candó a lo Fondo de Santa Creu
Les Basses del Candó a lo Fondo de Santa Creu són unes basses artificials, constituïdes per una mota perimetral enlairada sobre els camps del voltant, que recull les aigües d'un petit rec. Aquesta zona humida té 1,18 Ha de superfície i està situada al municipi de Menàrguens.
Fins fa uns anys hi havia 3 basses però una d'elles, la més oriental, coneguda com a Bassa del Poble,ha desaparegut. Ara queden dues basses adjacents que constitueixen gairebé una sola unitat, també anomenada Pantà del Candó.
Pel que fa a la vegetació, destaca l'existència d'un cinyell helofític molt ben desenvolupat, format per un extens canyissar -situat a la part més exterior- i bogar -de Typha angustifolia, situat a la part més propera a la làmina d'aigua- que ocupen una bona part de la superfície del pantà. En alguns sectors dels marges apareixen alguns tamarius dispersos (Tamarix canariensis), que no arriben a formar un bosc de ribera.
El pantà és interessant per als poblaments d'ocells aquàtics i d'amfibis. La zona és freqüentada per l'arpella (Circus aeruginosus), que visita també d'altres pantans i basses de l'entorn, com el Pantà de lo Fondo de Santa Creu.
Al marge nord del pantà hi ha una petita caseta -potser relacionada amb la captació de les aigües del pantà- i també una línia elèctrica, amb un suport molt proper al pantà. El pantà pot estar amenaçat de desaparició, per l'expansió dels conreus. També s'hi poden produir episodis d'eutrofització o contaminació de les aigües, que a més experimenten variacions dràstiques de nivell. La línia elèctrica del sector nord pot representar també un perill per als ocells.